# Sprota
Sprota (c. 910-?) también Espriota
y Sprota de Senlis 
fue una concubina bretona capturada en la guerra y unida a Guillermo por more danico. aunque también existe la teoría que era hija de Bernard de Senlis, aliado de Hrolf Ganger y protector de su familia. Fue la madre de su sucesor, el duque Ricardo I. Después de la muerte de su primer esposo, se casó con Asperleng de Pîtres, un hijo de Richard de Saint-Sauveur. y tuvo un hijo con él, Rodolfo de Ivry.
La primera mención de Sprota la hace Flodoardo de Reims, que no la nombra, sino que indica en un pasaje sobre el año 943 que era la madre del hijo de Guillermo y que era una concubina bretona. Elisabeth van Houts afirmó que la identificación de Sprota como bretona se basaba en esta información de Flodoardo, pero que en realidad podía haber sido bretona, escandinava o franca, posibilidad esta última por la que se inclinaba basándose en el nombre de la mujer. El primero en dar su nombre fue Guillermo de Jumièges. Lo irregular del matrimonio desde el punto de vista eclesiástico suscitó las burlas hacia el hijo de ambos: el rey francés Luis lo denostó acerbamente, llegando a tildarlo de «hijo de una puta que había seducido al esposo de otra mujer».
En el momento del nacimiento de su primogénito, Ricardo, Sprota vivía en su propia casa en Bayeux, bajo la protección de Guillermo. Este acababa de aplastar una rebelión en Pré-de Bataille (c. 936), adonde un mensajero le trajo la noticia del nacimiento del hijo; encantado con la nueva, Guillermo ordenó que el niño fuera bautizado con el nombre de Ricardo. El mayordomo del duque, Bothon de Bessin, fue el padrino del recién nacido.
La muerte de Guillermo y el cautiverio de Ricardo dejaron a Sprota en apuros, de los que salió merced al casamiento que hizo con Asperleng. que tenía molinos en Pîtres.

## Familia
Tuvo con Guillermo de Normandía a:
- Ricardo I, también duque de Normandía.[19]

Con Esperling de Vaudreuil, su segundo marido, tuvo a:
- Rodolfo de Ivry.[20]
- Y varias hijas que desposaron a notables normandos.